# Musée d'Art de Baltimore
Pour les articles homonymes, voir BMA.
Le musée d'Art de Baltimore (en anglais : Baltimore Museum of Art, abrégé BMA) est un musée d'art situé à Baltimore (Maryland, États-Unis).

## Histoire
Fondé en 1914 et d'architecture néo-classique à l'époque dite Beaux-Arts, le musée d'Art de Baltimore fut conçu par l'architecte américain John Russell Pope à côté de l'université Johns-Hopkins et a connu une extension récente dont les salles plus vastes sont consacrées à l'art contemporain. Il regroupe près de 90 000 œuvres ce qui en fait le principal musée de la ville pour l'art du XIXe siècle et l'art moderne, tandis que le Walters Art Museum est spécialisé dans l'art ancien.
En outre, il détient la plus grande collection mondiale de travaux d'Henri Matisse et de nombreuses œuvres de Paul Cézanne, de Picasso, de Vincent van Gogh, de Giambattista Pittoni, de Paul Gauguin, dont le tableau Le Violoncelliste ou encore d'Auguste Renoir, dont le tableau Paysages Bords de Seine, volé et porté disparu pendant plus de cinquante ans. La plupart de ces œuvres proviennent d'une collection privée constituée au XXe siècle par les sœurs Claribel et Etta Cone, proches de Gertrude Stein, qui en firent don au musée à leur mort.
Le musée est aussi reconnu pour son nombre important d'œuvres d'artistes américains (plus particulièrement d'Andy Warhol), de dessins, de photographies et d'arts océanien et africain. Il possède également un jardin de sculptures d'une superficie proche de 3 acres et un petit bâtiment néoclassique de Benjamin H. Latrobe de 1812 environ, appelé Spring House ou Diary, donné au musée en 1932, remonté à côté du bâtiment principal du musée et restauré en 2003.
Depuis le 1er octobre 2006, l'entrée du musée est totalement gratuite, à l'exception de certaines expositions spéciales, grâce aux subventions de la Ville de Baltimore et du Comté de Baltimore.

## Collections
- Sandro Botticelli
  - Madone adorant l'Enfant avec cinq anges, vers 1485-1490
- Antoine van Dyck
  - Renaud et Armide, 1629
- Marie Laurencin
  - Groupe d'artistes, 1908
- Henri Matisse
  - Nu bleu (souvenir de Biskra), 1907
  - Intérieur, fleurs et perruches, 1924
  - Odalisque assise, genou gauche replié, fond ornamental et damier, 1928
  - Anémones et Vase chinois, 1934
  - L'Intérieur au chien, 1934
  - Grand Nu couché, 1935
  - Les Yeux bleus, 1935
  - Petite Blouse roumaine au feuillage, 1937
  - Robe violette et Anémones, 1937
  - Robe rayée, Fruits et Anémones, 1940
- Georgia O'Keeffe
- Raphaël
  - Portrait d'Emilia Pia de Montefeltro, vers 1504-1505
- Francesco d'Ubertino

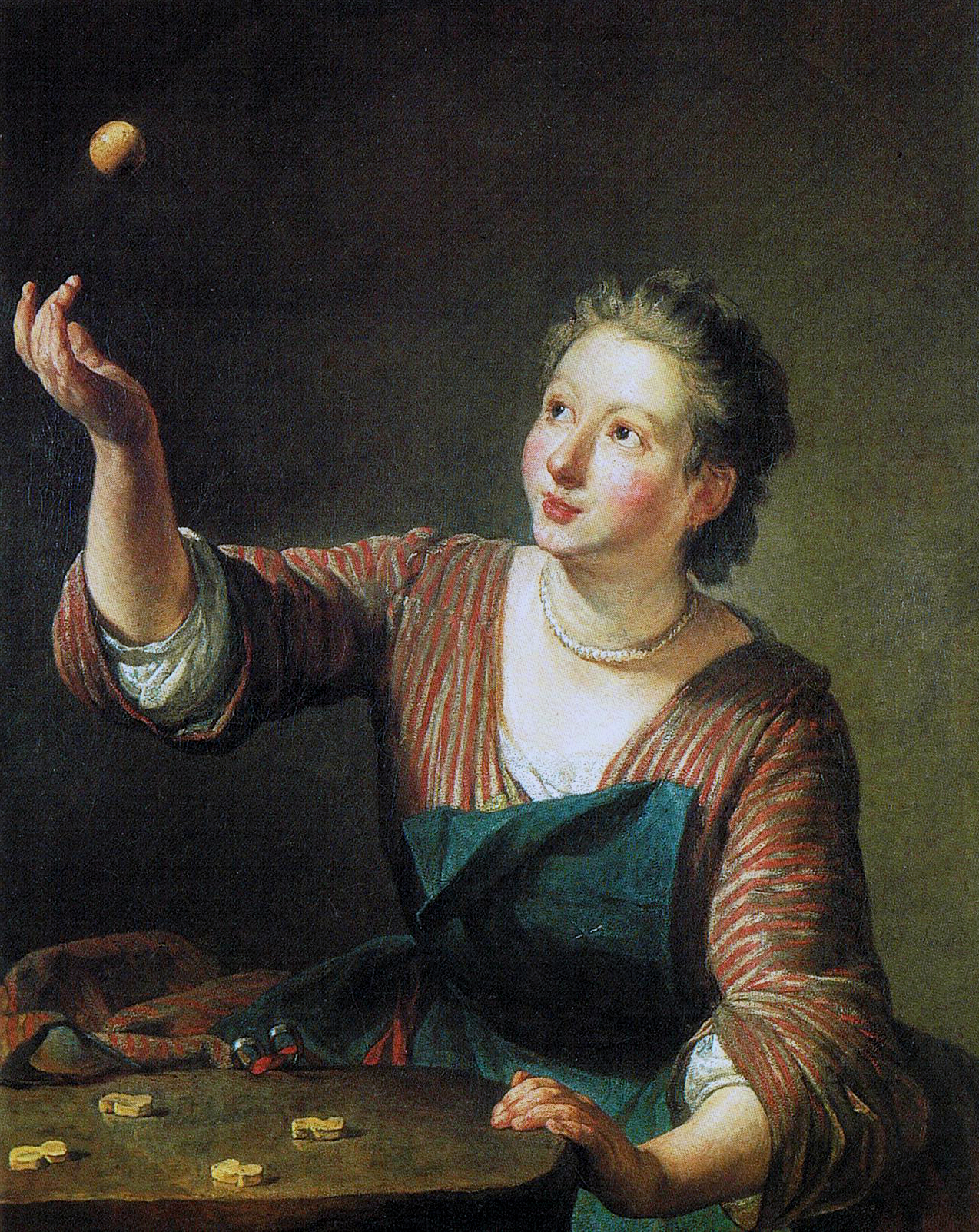
Jean Siméon Chardin, Le Jeu des osselets (vers 1734).
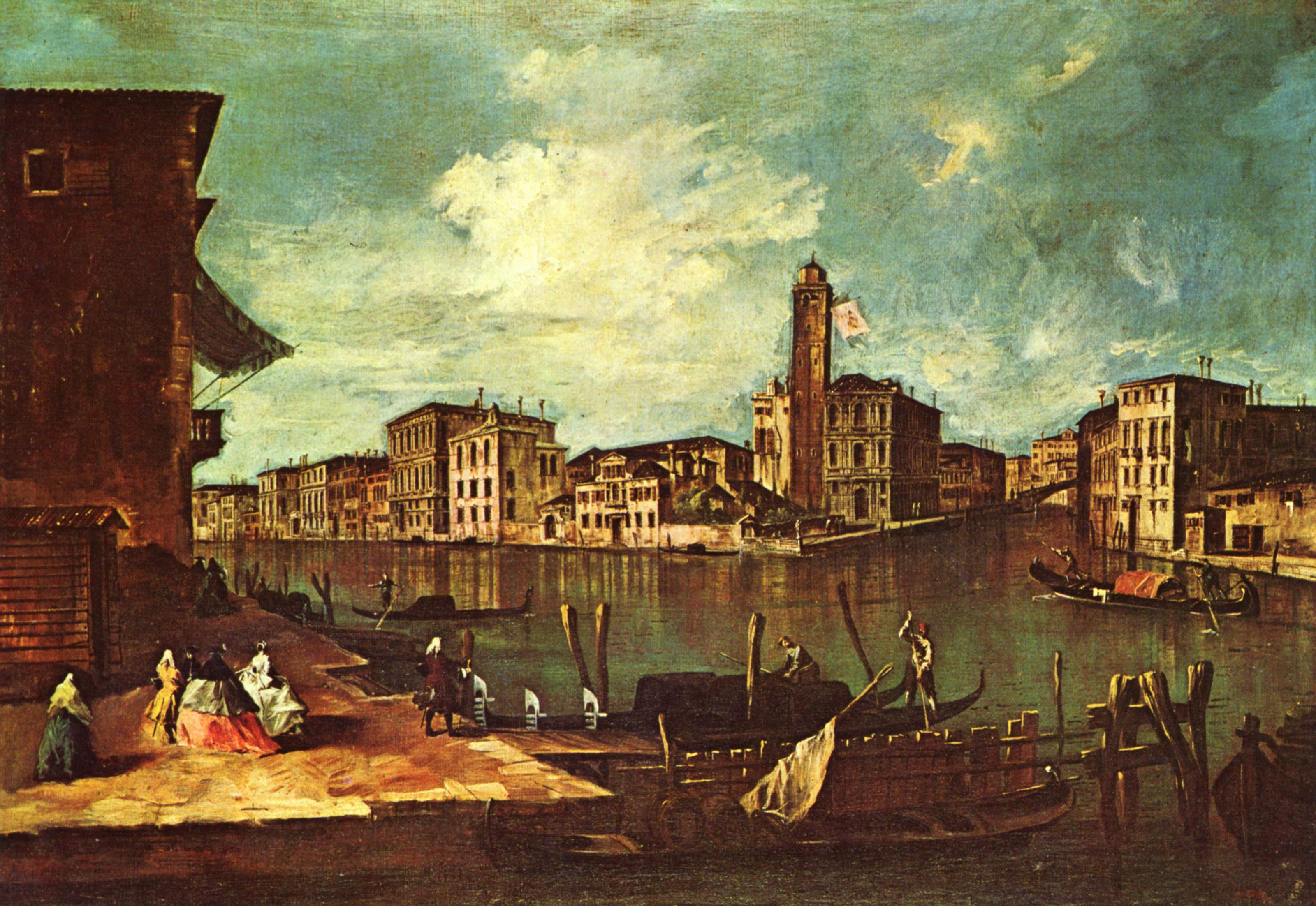
Francesco Guardi, Venise (vers 1750).
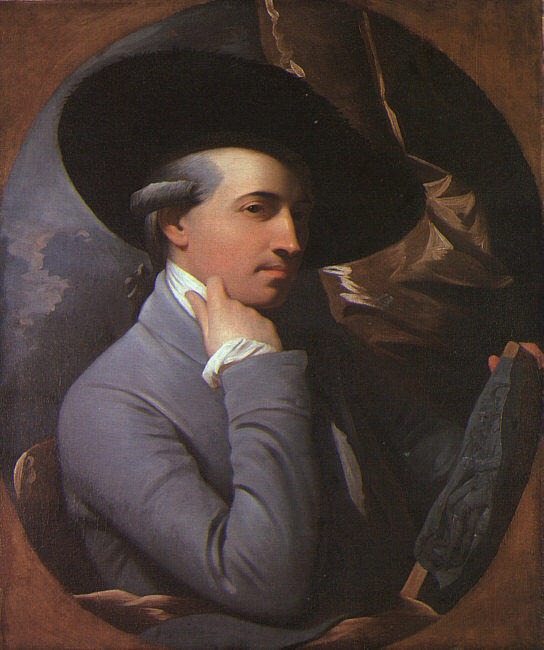
Benjamin West, Autoportrait (1770).
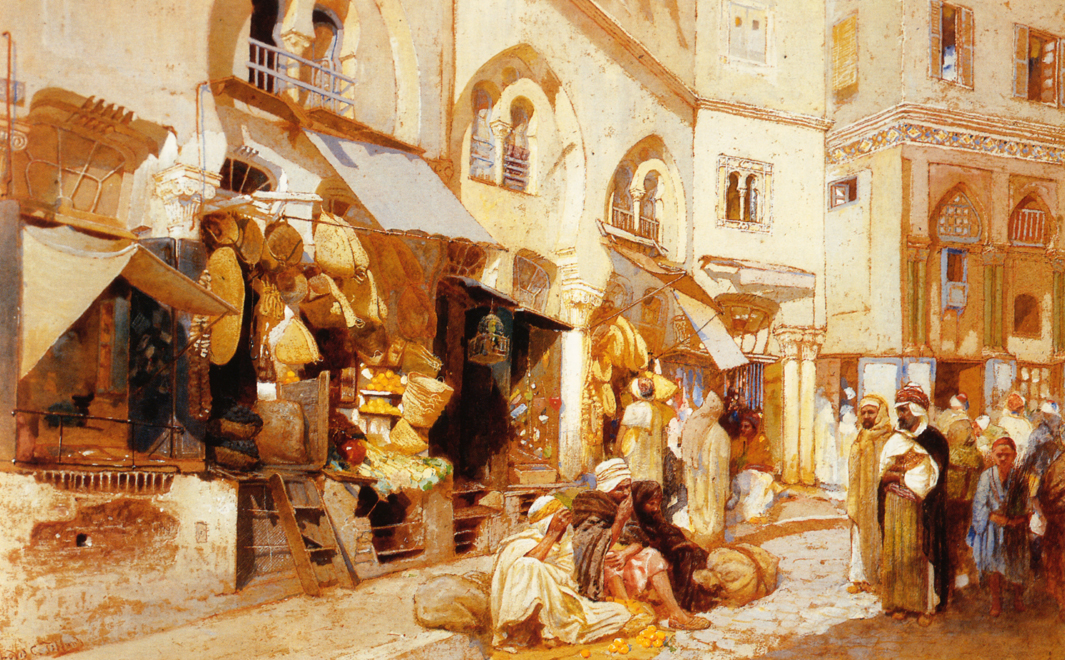
Louis Comfort Tiffany,  Algerian Shops (vers 1872-1887).
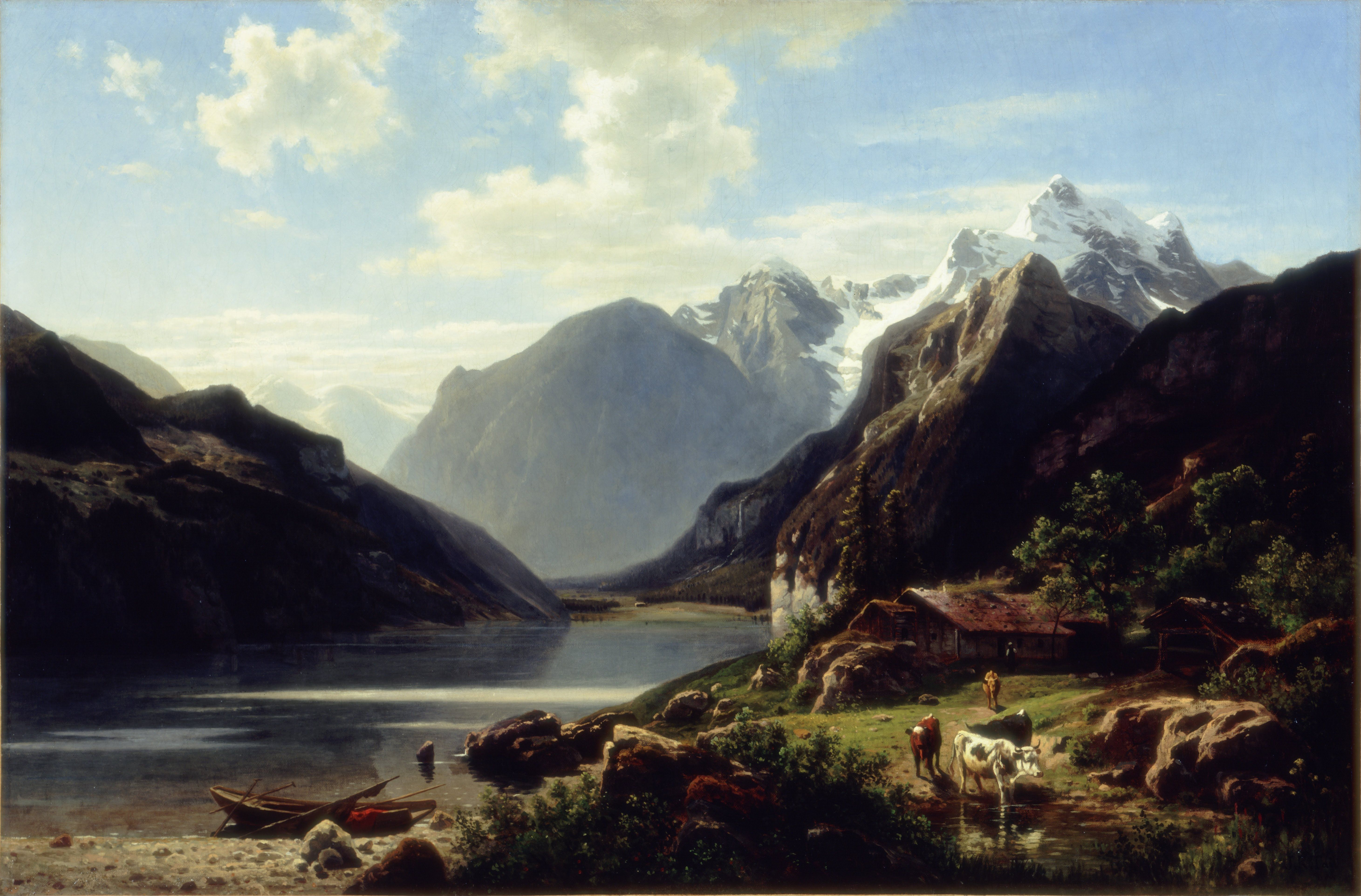
John Robinson Tait, Evening at the Lake Shore (1876).
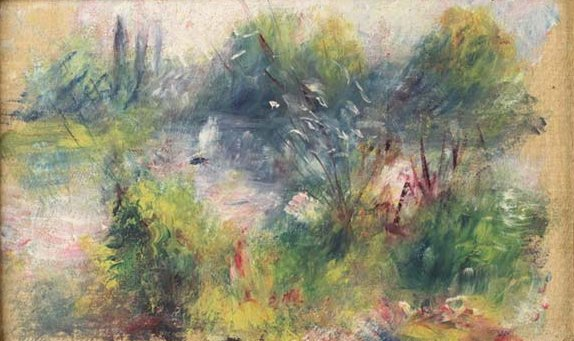
Auguste Renoir, Paysages Bords de Seine (1879).
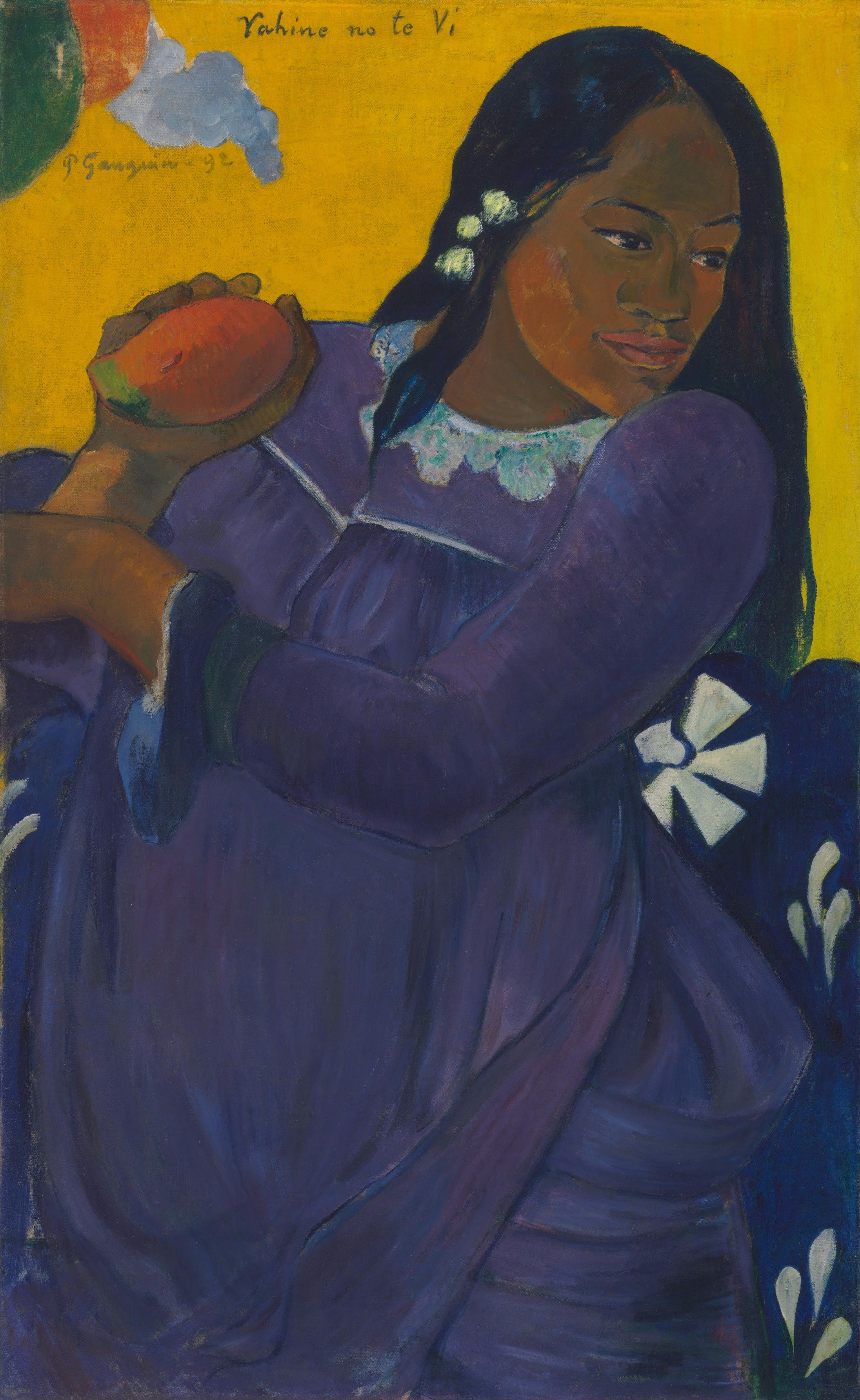
Paul Gauguin, Vahine no te vi (1892).
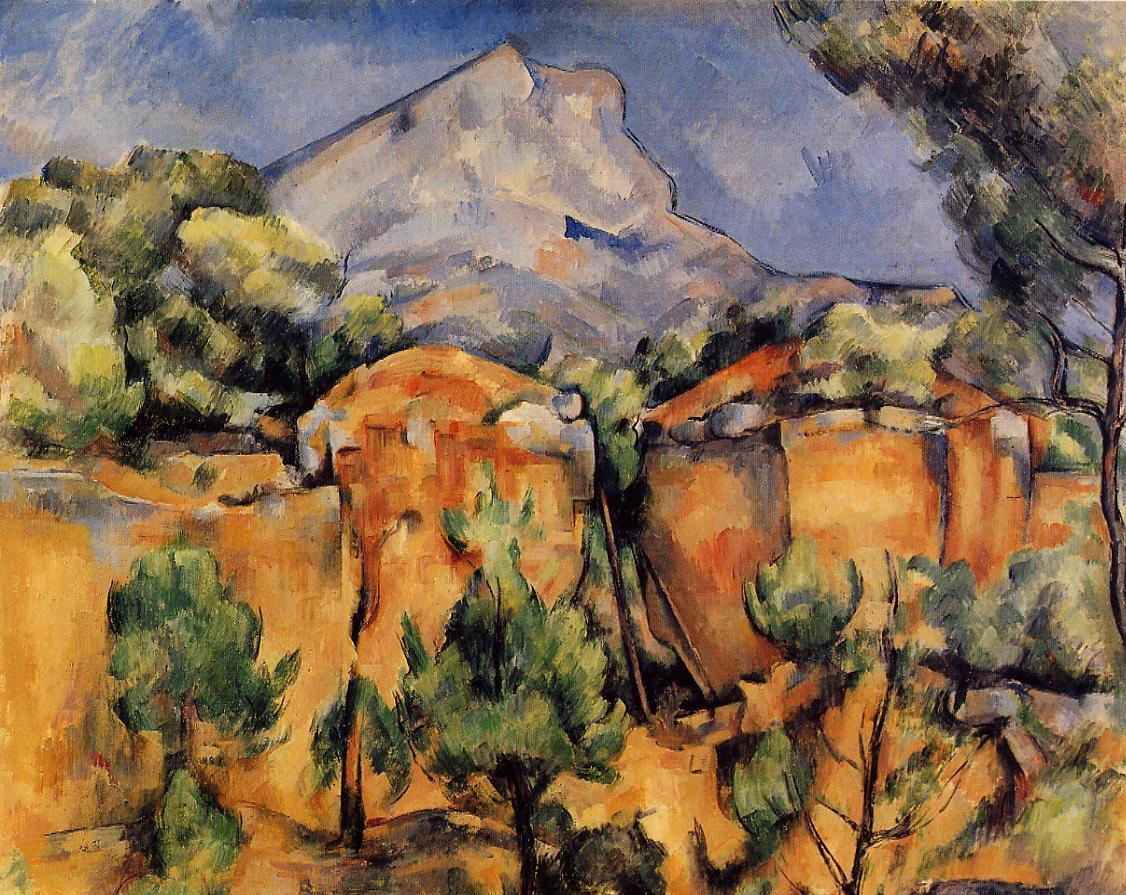
Paul Cézanne, Montagne Sainte-Victoire (1897).
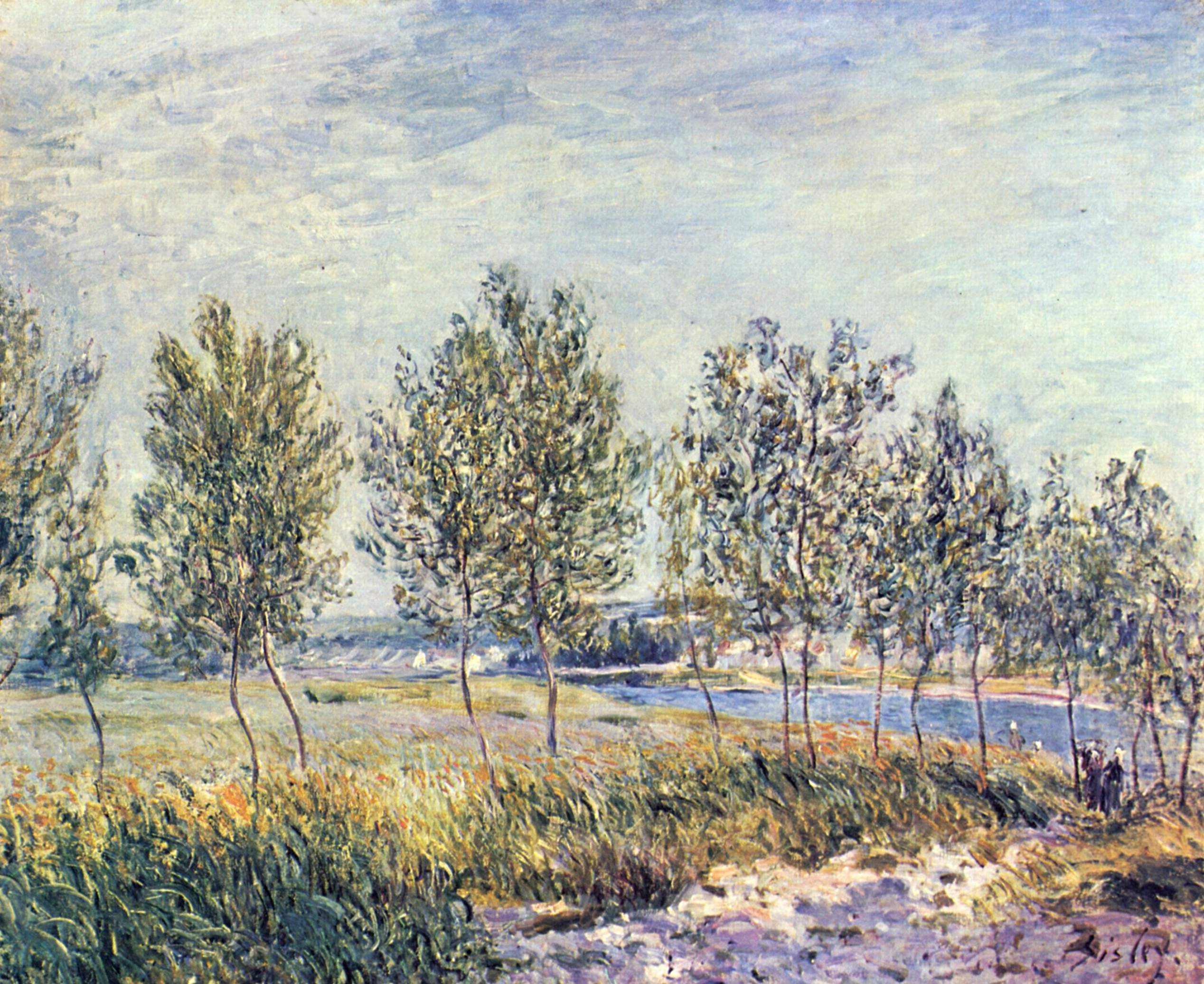
Alfred Sisley, Paysage (1880).
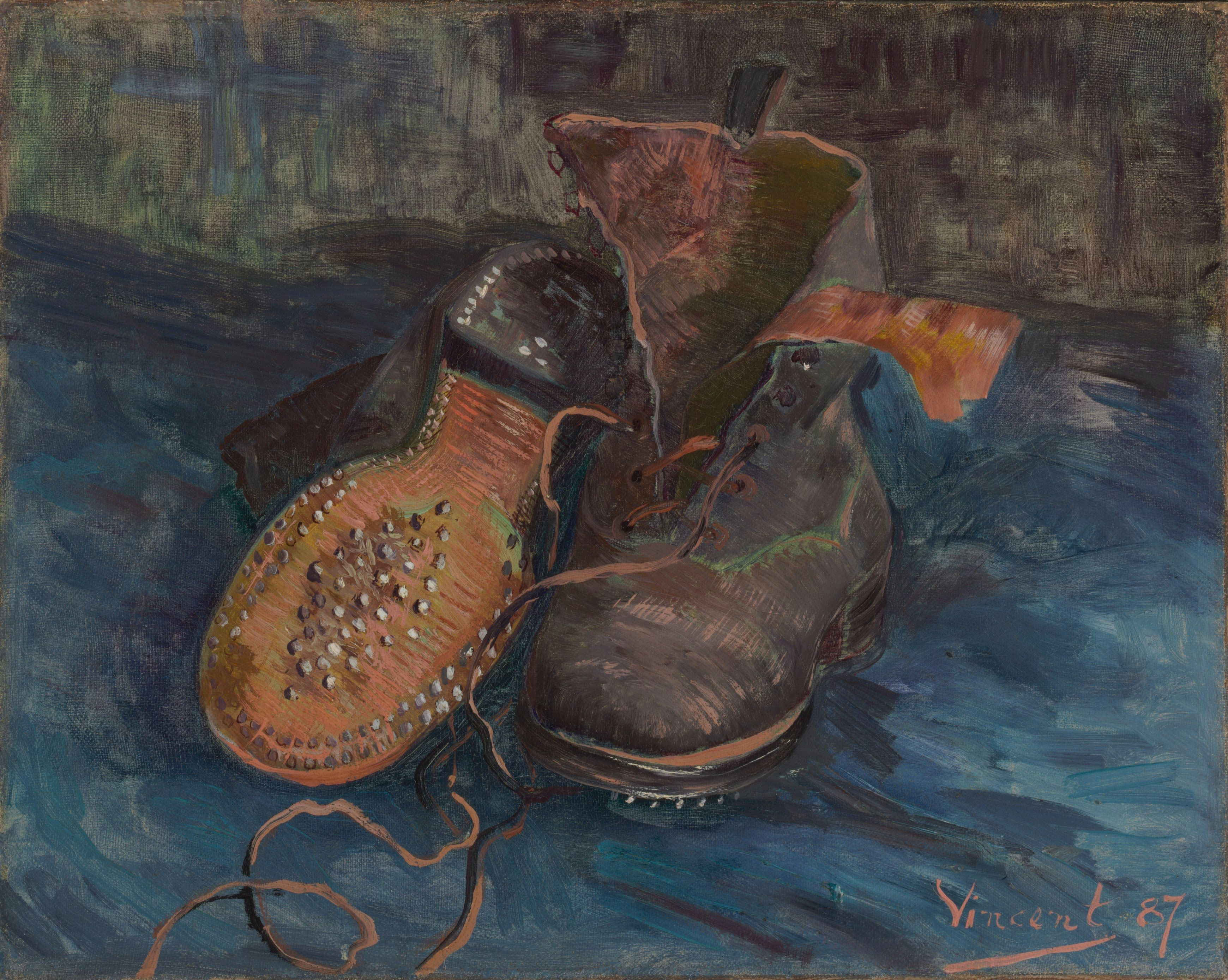
Vincent van Gogh, Paire de bottes (1887).
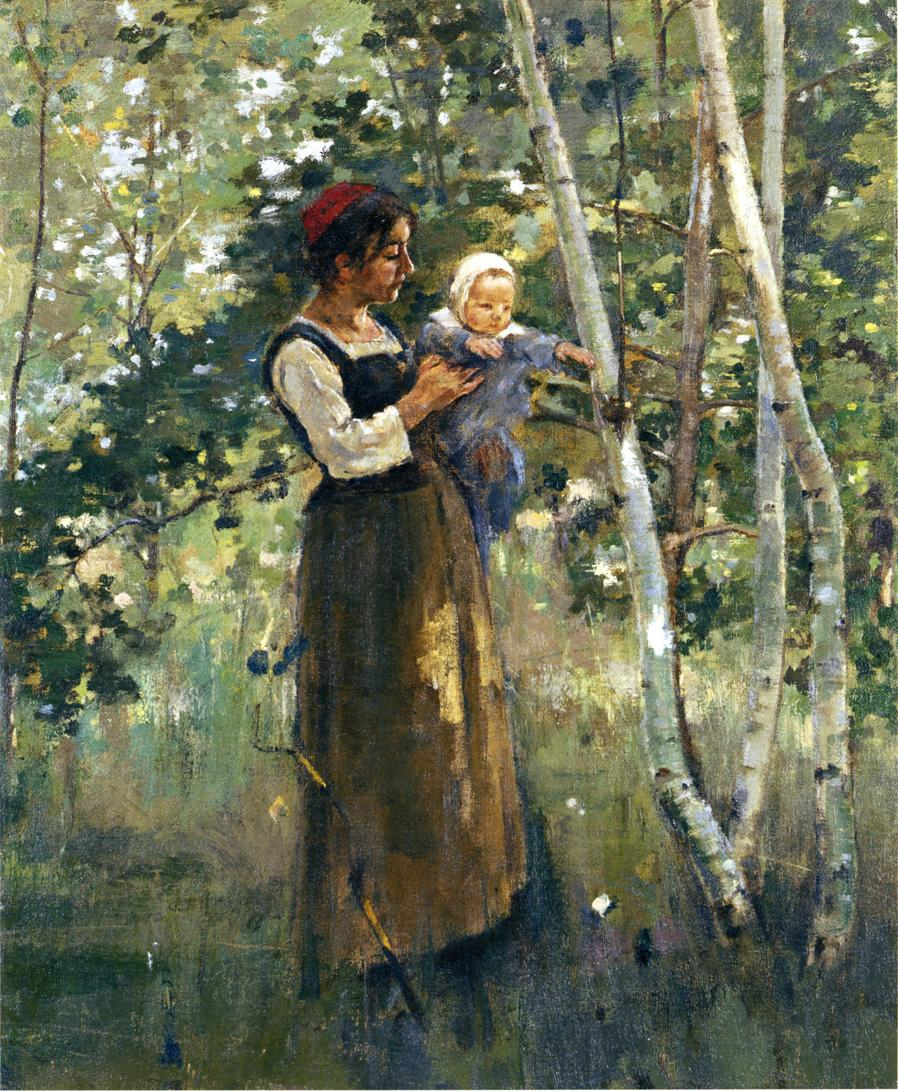
Theodore Robinson, Mother and Child by the Hearth (1887).
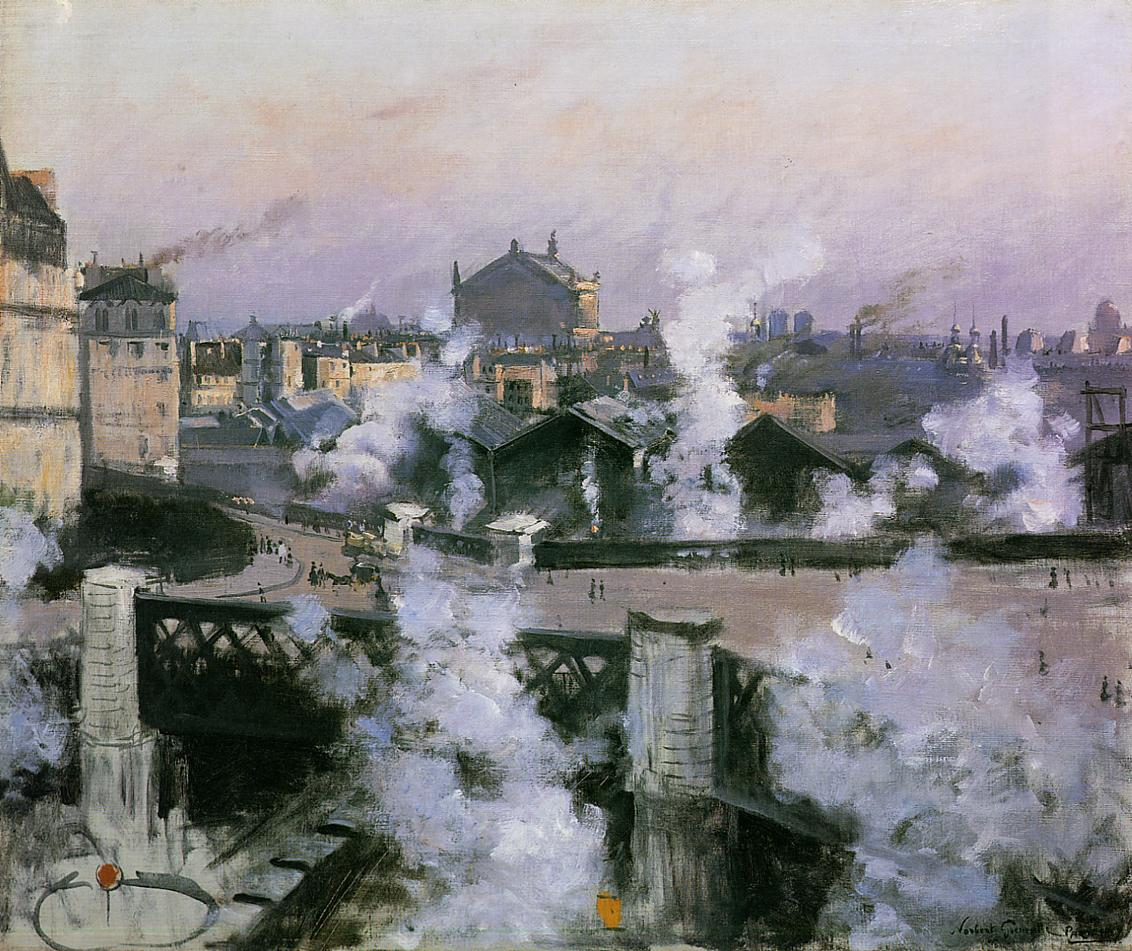
Norbert Gœneutte, Le Pont de l'Europe et la Gare Saint-Lazare en travaux (1888).
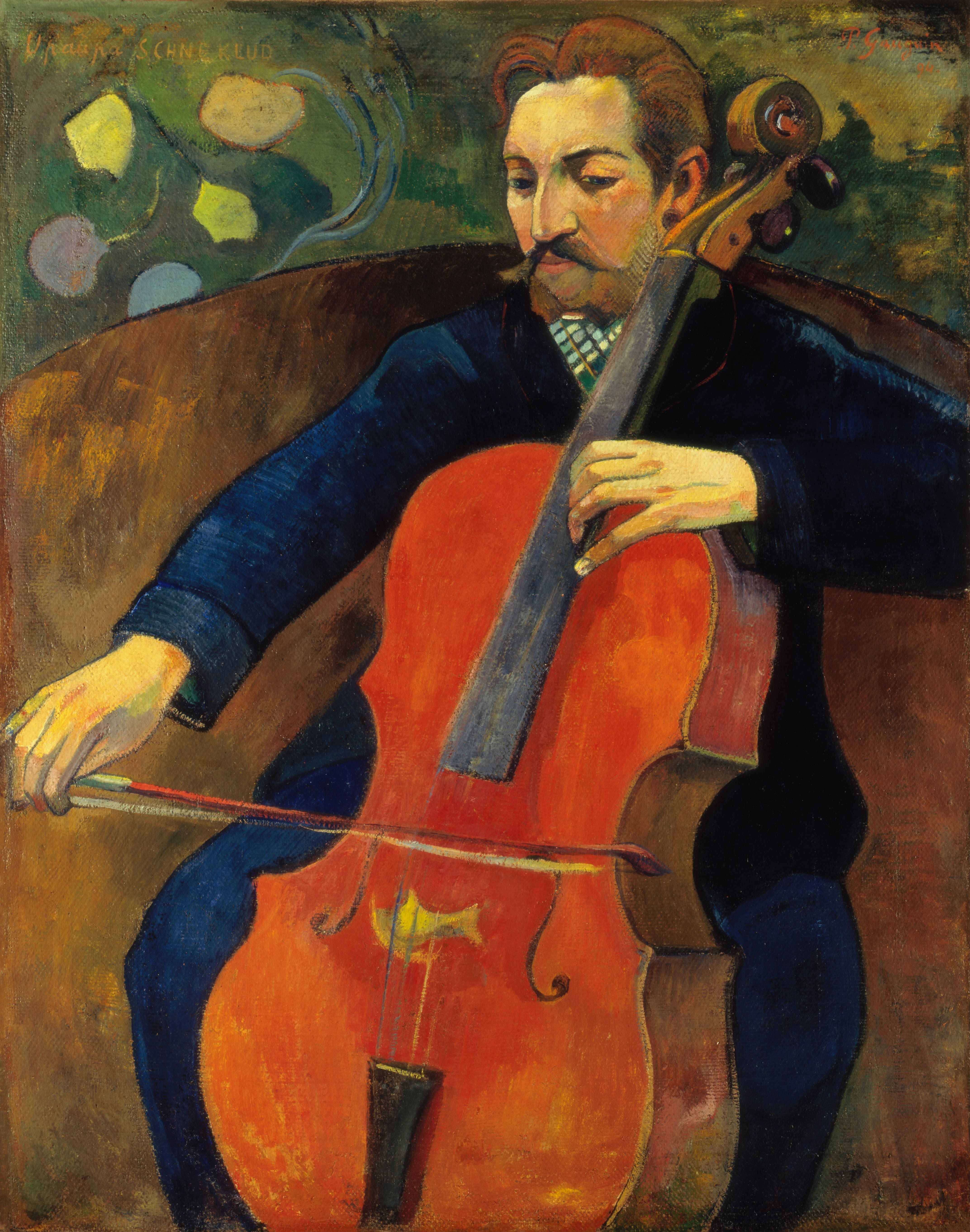
Paul Gauguin, Le Violoncelliste (1894).
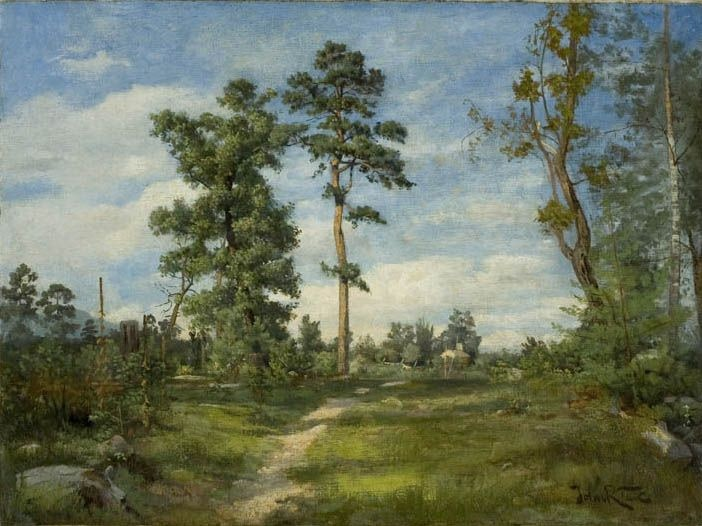
John Robinson Tait, Landscape (vers 1900).
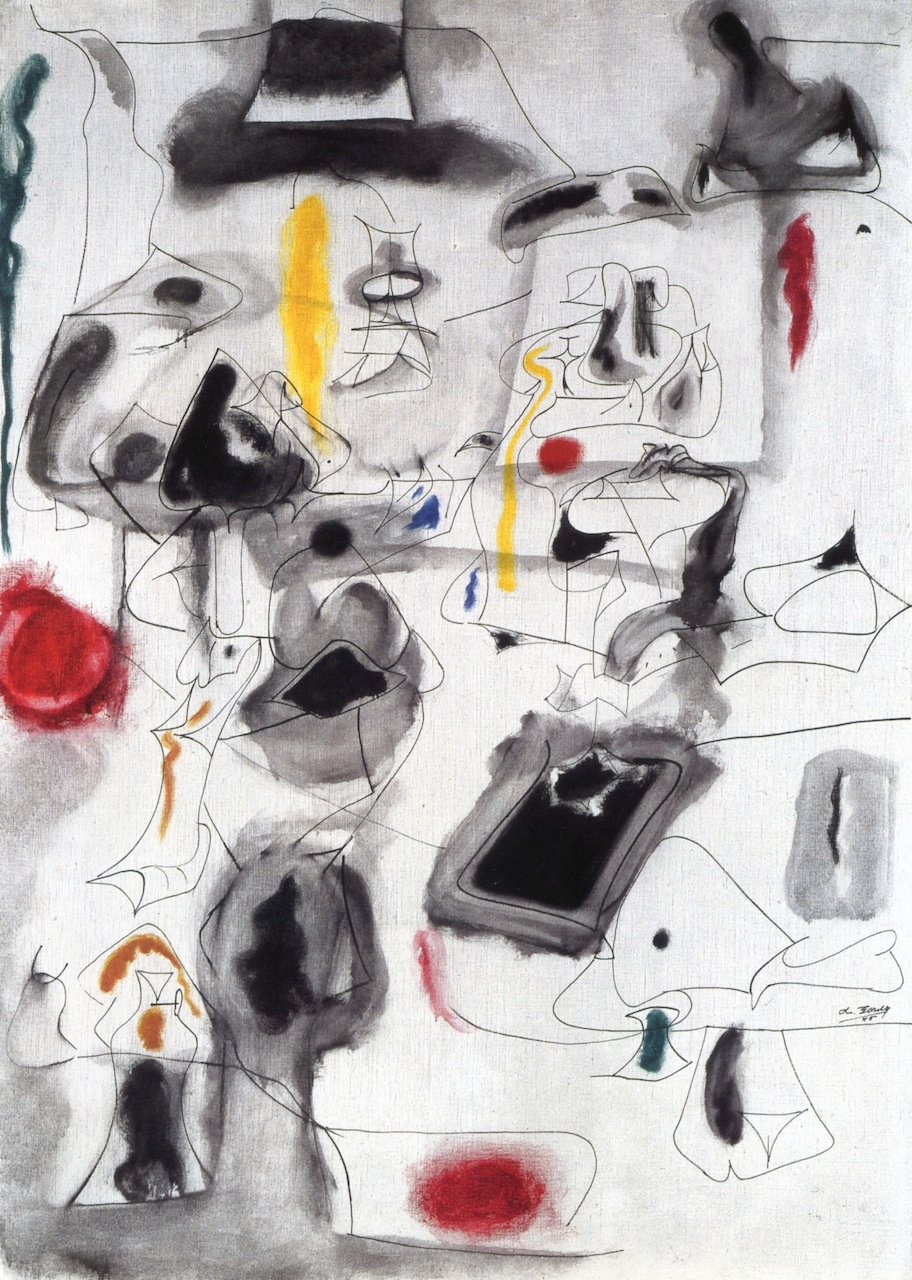
Arshile Gorky, The Unattainable (1945).